# ديفيد لويس
ديفيد كيلوج لويس (بالإنجليزية: David Kellogg Lewis) (28 سبتمبر 1941 - 14 أكتوبر 2001) هو فيلسوف أمريكي. امتهن التدريس لفترة وجيزة بـ جامعة كاليفورنيا، لوس أنجلوس وبعدها انتقل إلى برينستون بدايةً من عام 1970 واستمر بالعمل بها حتى وافته المنية. كذلك، تربطه بدولة أستراليا علاقة وثيقة، فقد كان حريصًا على زيارة مجتمعها الفلسفي سنويًا لمدة تزيد عن ثلاثين عامًا. وقد كانت له إسهامات بارزة في مجالات فلسفة اللغة وفلسفة العقل وما وراء الطبيعة ونظرية المعرفة والمنطق الفلسفي. وربما يشتهر بموقفه المثير للجدل فيما يتعلق بنظريته التي يتبنى فيها مبدأ الواقعية الشكلية: والتي تفيد بأن (1) العوالم الممكنة موجودة، (2) كل عالم ممكن عبارة عن كيان ملموس، (3) كل عالم ممكن هو بمعزل عن أي عالم ممكن آخر، سببيًا ومكانيًا وزمانيًا، و (4) يعد عالمنا من العوالم الممكنة. وتتميز وجهة النظر هذه بأنها تحمل في طياتها مجموعة متنوعة من الاستخدامات من خلال توفير إطار للتفكير الفلسفي، بما في ذلك التحليل غير الشكلي لمبدأي الضرورة والاحتمال. وقد كشف استطلاع حديث للآراء أُجري بين الفلاسفة عن احتلال لويس المرتبة الثالثة عشرة للفلاسفة الأكثر أهمية في فترة الـ 200 عام الماضية، وفي استطلاع آخر، احتل المرتبة الثالثة للفيلسوف الأكثر أهمية في القرن العشرين.

## النشأة والتعليم
وُلد لويس في أوبرلين، أوهايو، لأب يُدعى جون دونلاد لويس، وهو أستاذ جامعي في العلوم السياسية بـ جامعة أوبرلين، وأم تُدعى روث إيوارت كيلوج لويس، وهي مؤرخة بارزة لفترة القرون الوسطى. ولقد ظهرت بوادر الفكر العظيم الذي تميز به لاحقًا خلال فترة حياته جليةً خلال السنوات التي قضاها في مدرسة أوبرلين الثانوية، عندما حضر محاضرات الكلية في مادة الكيمياء. ثم التحق بـ كلية سوارثمور وقضى عامًا بجامعة أوكسفورد (1959–1960)، وهناك تلقى التعليم على يد إيريس مردوخ وحضر محاضرات يلقيها الأساتذة جيلبرت رايل وهربرت بول جرايس وبيتر فريدريك ستراوسون وجون لانجشو أوستن. ولقد كان لتلك السنة التي قضاها بجامعة أكسفورد عظيم الأثر في اتخاذه لقرار دراسة الفلسفة، والتي جعلت منه فيلسوفًا تحليليًا رائدًا؛ حيث أثبتت الأيام في فترة وجيزة أنه كذلك بالفعل. مضى لويس في مسيرته التعليمية وحصل على درجة الدكتوراه من جامعة هارفرد في عام 1967، حيث درس تحت إشراف ويلارد فان أورمان كوين، والذي رفض تبني العديد من وجهات نظره حول الفلسفة. ولقد ظهرت بذرة علاقته الوطيدة بـ أستراليا لأول مرة بعد عقده لحلقة دراسية مع جون جاميسون كارسويل سمارت، وهو فيلسوف أسترالي بارز. وسيقول سمارت بعد سنوات «لقد قمت بالتدريس لديفيد لويس، أو بالأحرى هو من علمني.»

## بداية عمله في مفهوم التقاليد
لقد كانت أولى الدراسات التي تناولها لويس عبارة عن كتاب بعنوان التقاليد: دراسة فلسفية (Convention: A Philosophical Study) (1969)، والتي تستند إلى رسالة الدكتوراه التي عكف عليها وتستخدم في نفس الوقت مفاهيم نظرية الألعاب لتحليل طبيعة الأعراف الاجتماعية؛ ولقد فازت هذه الدراسة بجائزة فرانكلين ماتشيت الأولى التابعة لـ الجمعية الأمريكية للفلسفة كأفضل كتاب صدر عن موضوع الفلسفة ألّفه فيلسوف تحت سن الأربعين. ويزعم لويس أن تلك الأعراف الاجتماعية، مثل التقليد المتبع في معظم الدول والمتمثل في جلوس الشخص الذي يقود ناحية اليمين (وليس ناحية اليسار)، فضلاً عن التقليد المتمثل في أن يقوم المتصِل الأصلي بإعادة الاتصال في حالة انقطاع المحادثة الهاتفية، هي الحلول لما يُسمى بـ «مشاكل التنسيق». ولقد كانت مشاكل التنسيق في الوقت الذي صدر فيه كتاب لويس نوعًا من المشاكل النظرية المتعلقة بالألعاب والتي كانت قيد المناقشة حينها؛ حيث كانت معظم المناقشات النظرية المتعلقة بالألعاب تدور حول المشاكل التي تتناول الصراعات بين المشاركين، مثل معضلة السجين.
تمثل مشاكل التنسيق إشكالية بالنسبة للمشاركين، على الرغم من كونهم أصحاب مصالح مشتركة، ولكن في نفس الوقت يوجد العديد من الحلول لهذه الإشكالية. في بعض الأحيان، قد يكون أحد هذه الحلول «بارزًا»، وهو مفهوم ابتكره الاقتصادي وواضع نظريات الألعاب توماس شيلنج (الذي تأثر به لويس كثيرًا). فعلى سبيل المثال، قد يكون لمشكلة التنسيق التي تظهر في شكل اللقاء حلًا بارزًا إذا كان هناك مكان واحد محتمل فقط للالتقاء في المدينة. ولكن في معظم الحالات، ينبغي أن نعتمد على ما أسماه لويس «تمهيدي» حتى نتمكن من الحصول على حل بارز. فإذا كان كلا المشاركين يعلمان أن هناك مشكلة تنسيق معينة، وقالا إن التساؤل المتمثل في «أي اتجاه ينبغي أن نسلك؟» قد تم حله بنفس الطريقة مرات عديدة من قبل، فإن كليهما يعلمان أنهما يعلمان ذلك، كلاهما يعلمان هذا كلاهما يعلمان هذا كلاهما يعلمان ذلك وهكذا. (وهذه الحالة الخاصة التي أسماها لويس المعرفة المشتركة، ومنذ ذلك الحين عكف الفلاسفة ومنظرو الألعاب على دراسة هذا المبدأ بمزيد من التفصيل)، وبالتالي سيتمكنان من حل هذه المشكلة بسهولة. وهكذا، سيشهد مزيد من الأشخاص أنهم تمكنوا من حل هذه المشكلة بنجاح، ومن ثَم سينتشر التقليد داخل أوساط المجتمع. وبهذا، يتبين أن التقليد عبارة عن نظام سلوكي يحافظ على بقائه لأنه يخدم جميع الأشخاص المعنيين. ومن المميزات الأخرى الهامة للتقليد أنه من الممكن أن يصبح مختلفًا بالكامل: فمن الممكن أن يتجه الشخص لتبني الجانب الأيسر؛ وهو أكثر أو أقل ثباتًا من الشخص الذي يتبنى مسلك اليمين في الولايات المتحدة الأمريكية، على سبيل المثال.

## وصلات خارجية
- ديفيد لويس على موقع الموسوعة البريطانية (الإنجليزية)

- Service of Remembrance Friday, February 8, 2002 - Princeton University Chapel
- Photos from the weekend of the memorial service for David Lewis in Princeton, February 2002